# Jepson Peak
Der Jepson Peak ist ein 3416 m hoher Berg im Bundesstaat Kalifornien in den Vereinigten Staaten. Er liegt im San Bernardino County und befindet sich in der San Gorgonio Wilderness im San Bernardino National Forest. Der Berg wurde ebenso wie der Mount Jepson in der Sierra Nevada nach dem kalifornischen Botaniker Willis Linn Jepson benannt.

## Geographie
Der Berg gehört zu den San Bernardino Mountains und damit zu den Transverse Ranges im Südwesten von Kalifornien.  Gipfel in der Umgebung sind auf demselben Grat der Big Draw Peak und der San Gorgonio Mountain im Osten. Nordwestlich liegt der Charlton Peak, westlich hinter einem Bergsattel der Anderson Peak und südwestlich der Dobbs Peak. An der Nordseite entspringt der South Fork Santa Ana River, welcher durch einen Canyon hindurch in den Santa Ana River mündet. Südwestlich liegt das Tal des Mill Creek mit dem etwa 7 km südwestlich gelegenen Ort Forest Falls. Die Stadt San Bernardino liegt etwa 41 km westlich. Die Dominanz beträgt 0,99 km, der Berg ist also die höchste Erhebung im Umkreis von 0,99 km. Er wird überragt von dem östlich liegenden San Gorgonio Mountain.